# Zoran Primorac
Zoran Primorac (n. 10 mai 1969, Zadar, Republica Socialistă Croația, RSF Iugoslavia) este un jucător de tenis de masă ce a reprezentat Republica Socialistă Federativă Iugoslavia, medaliat olimpic. A participat la 7 ediții ale Jocurilor Olimpice (1988, 1992, 1996, 2000, 2004, 2008, 2012) în care a câștigat o medalie de argint.